# Rhynchozoon grandiporosum
Rhynchozoon grandiporosum är en mossdjursart som först beskrevs av Ferdinand Canu och Ray Smith Bassler 1925.  Rhynchozoon grandiporosum ingår i släktet Rhynchozoon och familjen Phidoloporidae. Inga underarter finns listade i Catalogue of Life.